# 캠던타운역

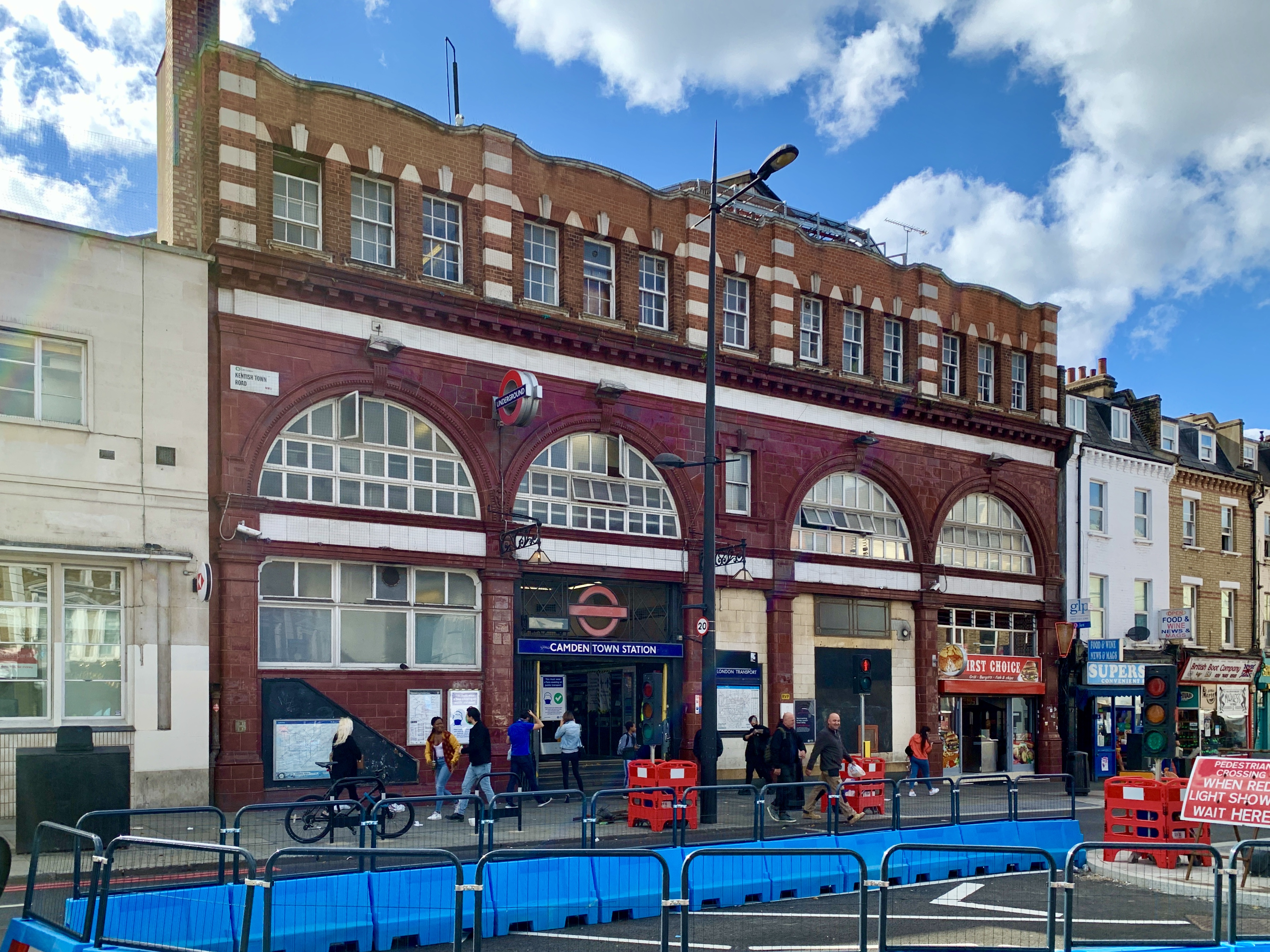

캠든 타운 역 (Camden Town)은 노던 선의 런던 지하철역이다. 노던 선의 주요 분기점이자 런던 지하철망에서 가장 이용승객이 많은 역 중 하나다. 특히 주말에 캠든 시장을 찾는 사람들이 이용하는 경우가 많다.
상행 방향의 다음 역으로는 에지웨어 지선 쪽으로 초크 팜 역이, 하이 바닛 지선 쪽으로 켄티시 타운 역이 있다. 하행 방향의 다음 역으로는 차링 크로스 지선 쪽으로 모닝턴 크레센트 역이, 뱅크 지선 쪽으로 유스턴 역이 있다. 운임구역상으로는 2구역에 속한다.

## 역사

### 차링크로스 유스턴 햄프스테드 철도
캠든 타운 역은 1907년 6월 22일 차링크로스 유스턴 햄프스테드 철도 (현재 노던 선의 일부)가 개통되면서 문을 열었다. 이 철도는 햄프스테드행과 하이게이트행의 두 지선으로 갈렸기 때문에, 그 분기점이 되는 캠든 타운 역은 V자처럼 생긴 특이한 구조였다. 지상 건물은 런던 지하철 전기 철도 회사 소속 건축가였던 레즐리 그린이 설계했다. 햄프스테드행 노선 (현 에지웨어 지선)은 초크 팜 로의 지하에, 하이게이트행 노선 (현 하이 바닛 지선)은 켄티시 타운 로의 지하에 위치하였다. 지상에 있는 도로가 협소해서 지하철을 건설하는 동안 토지 소유주들에게 보상을 해주는 일이 없도록 지하에서 바로 계속 공사하도록 해야 했기 때문에, 양 노선의 상행 승강장은 하행 승강장의 바로 위에 위치하게 되었다.
V자의 끝부분에 있는 접합점은 단선을 달리던 상행 열차가 양쪽 지선으로 나아가고, 반대로 지선을 달리던 하행 열차가 단선으로 합류하도록 했다. 이를 위해 총 네 개의 연결 터널이 지어졌다. 1913년 1월 1일 차링크로스 유스턴 햄프스테드 철도가 언더그라운드 그룹에 병합되어 시티 사우스 런던 철도와 연결되면서, 시티 사우스 런던 철도의 종착역인 유스턴 역에서 차링크로스 유스턴 햄프스테드 철도의 캠든 타운 역까지 짧은 연장구간을 기획해, 시티/웨스트엔드 지선과 햄프스테드/하이게이트 지선이 서로 이어지도록 했다. 1924년 4월 20일에는 시티 노선이 캠든 타운 역까지 연장되었다. 이때의 공사로 네 개의 터널이 새로 만들어졌는데 이를 통해 열차 경로가 충돌하는 일 없이 에지웨어 지선이나 하이 바닛 지선에서 시티 노선과 차링크로스 노선으로, 아니면 그 반대로도 계속 운행될 수 있었다. 이렇게 만들어진 복합 분기점은 캠든 하이 가 부근의 지하에 위치해 있다.
역 개업 당시 승강장으로 내려가는 엘리베이터와 비상계단은 V자의 끝지점에 위치해, 그곳으로 내려가면 한개당 한 승강장씩 총 네 갈래의 통행로로 이어졌다. 여기에 엘리베이터로 다시 돌아가는 통행로도 있었다. 승객수가 늘면서 자연스레 혼잠도도 증가하자 엘리베이터 대신에 에스컬레이터가 설치되어 1929년 10월 7일부터 가동에 들어갔으며 역건물에서 승강장 북쪽 끝의 로터리 지역으로 가는 에스컬레이터 한 대도 새로 설치되었다. 평행통로는 단 두 짝씩만 존재하여 한 짝당 양쪽 지선 (상행 승강장)으로 이어지고 거기서 좁은 쪽의 통로가 하행 승강장의 하부로 이어지게 했다. 원래 엘리베이터 통로로 설치됐던 다른 하나는 환기시설이 되었지만, 남은 통로 하나가 역의 혼잡도를 늘렸다. 한편 1940년에는 건물 서부가 폭격으로 파괴되었으며 그 중 일부만 복구되었다.
통합 연결 뒤 수년간 '에지웨어-모든 선'이라고 불리었던 두 노선은 1937년 8월 28일부터 공식적으로 노던 선으로 부르게 되었다.

## 환승

### 역외 환승
역 북동쪽 방면에는 캠든 로드 역이 있다. 이곳에서 런던 오버그라운드를 타고 스트래드퍼드 역, 해크니 센트럴 역, 고스펠 오크 역, 리치먼드 역으로 갈 수 있다.

### 버스
캠든 타운 역에서 갈아탈 수 있는 런던 버스 노선으로는 24번, 27번, 29번, 31번, 88번, 134번, 168번, 214번, 253번, 274번, C2번, 야간 버스 노선인 N5번, N20번, N28번, N29번, N31번, N253번, N279번이 있다. 또 역 근처로 46번 버스 노선이 지나간다.